# The Saga of Carl
The Saga of Carl é o vigésimo primeiro episódio da vigésima quarta temporada do seriado de animação de comédia de situação The Simpsons, emitido originalmente em 19 de maio de 2013.

## Enredo
Homer, Moe, Lenny e Carl se unem para comprar um bilhete de loteria premiado. Porém, quando Carl foge à sua terra natal, a Islândia, com os ganhos do prêmio, Homer, Lenny e Moe se propõem a fazê-lo trazer o dinheiro de volta.

## Recepção
Robert David Sullivan, do The A.V. Club, deu ao episódio uma nota B-, dizendo que "não é um episódio muito engraçado, mas você tem a sensação de que os animadores gostam de sair de Springfield [...]."

### Audiência
Em sua exibição original, o episódio foi assistido por 4,01 milhões de espectadores, recebendo 1.9 ponto de audiência na demográfica 18-49, segundo ao Nielsen. Foi o segundo show mais assistido da FOX naquela noite.